# Leptocarydion
Leptocarydion Stapf é um género botânico pertencente à família Poaceae.